# Amaladera caspica
Amaladera caspica är en skalbaggsart som beskrevs av Franz Faldermann 1836. Amaladera caspica ingår i släktet Amaladera och familjen Melolonthidae. Inga underarter finns listade i Catalogue of Life.